# 莱肯·赖利法案
《莱肯·赖利法案》（英語：Laken Riley Act）是美国的一项拟议法律，要求国土安全部拘留被指控或被判犯有盗窃相关罪行的非法移民。该法案还允许各州起诉国土安全部在移民执法方面的失职行为。这一法案是在佐治亚州居民莱肯·赖利被非法移民谋杀后提出的，这位非法移民此前曾因店舖盜竊被指控。
莱肯莱利法案于第118届国会在众议院提出，最终以251票对170票通过，其中所有共和党人和37名民主党人于2024年3月投票支持该法案。不过由于参议院控制方民主党的反对，该法案陷入停滞。2025年1月7日，第119届国会众议院以264票赞成、159票反对的结果再次通过了该法案，所有共和党人和48名民主党人投了赞成票。该法案的修订版于1月20日在参议院通过，12名民主党人和所有共和党人均投了赞成票。而参议院的修改版又增加了两种可实施拘留的情形，其中一项包括拘留被指控或被判犯有袭警罪的非法移民，另一项包括拘留被指控或被判犯有导致死亡或严重人身伤害的罪行（如醉酒驾驶）的非法移民。2025年1月29日，美国總統當勞·特朗普簽署法案使其正式成為法律。

## 背景
2024年2月，佐治亚州居民莱肯·赖利被2022年非法入境美国的何塞·安东尼奥·伊瓦拉谋杀。此前伊瓦拉曾在纽约被控 “伤害未满17岁的儿童并违反机动车驾照规定”，并且还曾在佐治亚州雅典因盗窃罪被捕。
这起谋杀案引起了政界人士和媒体的关注，这是因为伊瓦拉以非法方式进入美国，并获准在处理其移民案件时滞留美国。移民及海关执法局表示伊瓦拉在纽约被捕后曾对他发出过拘留令，但在执行拘留前被当地官员释放。

## 条款
《莱肯·赖利法案》主要包括两项条款。首先该法案要求国土安全部通过移民及海关执法局拘留“被指控、被逮捕、被定罪或承认犯有”某些罪行的非美国国民，在最初的版本中只局限于盗窃相关的罪行。此外该法案还允许各州在认定联邦政府“违反了法案的拘留和遣返要求”时对联邦政府采取行动。
1月20日在参议院通过的修正版包括了科宁和厄恩斯特的修改（绰号“萨拉法案”），其中科宁添加了拘留被指控或判定犯有袭击执法人员罪的非法移民之条款，厄恩斯特添加了拘留被指控或判定犯有导致死亡或严重人身伤害（如因醉酒驾车而造成的过失致死）的无证移民之条款。

## 立法历史
| 国会届次    | 名称简称      | 法案编号  | 推出日期     | 发起人              | 发起人数 | 最新状态   |
| ----------- | ------------- | --------- | ------------ | ------------------- | -------- | ---------- |
| 第118屆国会 | 莱肯·赖利法案 | H.R. 7511 | 2024年3月1日 | 麦克·柯林斯（R–GA） | 78       | 众议院通过 |
| 第119屆国会 | 莱肯·赖利法案 | H.R. 29   | 2025年1月3日 | 麦克·柯林斯（R–GA） | 54       | 众议院通过 |
| 第119屆国会 | 莱肯·赖利法案 | S. 5      | 2025年1月6日 | 凯蒂·布里特（R–AL） | 53       | 参议院通过 |

该法案最初于第118届国会时在众议院提出，并以莱肯·赖利的名字命名。该法案于2024年3月7日以251票对170票在众议院通过，其中37名民主党人和所有共和党人投票支持该法案。不过由于控制第118届国会参议院的民主党反对，该法案遭搁置。不过后来该法案在众议院以H.R. 29的名号重新提出，在参议院则以S. 5的名号重新提出（两份法案的文本和标题完全相同）。2025年1月7日，众议院以264票对159票通过了H.R. 29号法案，这是第119届国会通过的第一项法案，其中所有共和党人和48名民主党人投赞成票。
1月8日，参议院多数党领袖约翰·图恩提出继续审议《莱肯·赖利法案》动议。参议院于第二天以84票赞成、9票反对的结果决定限制对该动议的辩论，并于1月13日以82票赞成、10票反对的结果批准了该动议。在经过持续数天的漫长辩论后，参议院于1月17日以61比35的投票结果通过了该法案的辩论终结程序，其中10名民主党人以及所有出席的共和党人投了赞成票。随后参议院于1月20日以64票赞成、35票反对的结果通过了该法案的修正版，该法案获得了12名民主党人及所有共和党人的一致支持。

## 反响
该法案得到了包括美国移民改革联合会和美国成熟公民协会在内的组织支持，但遭到了包括美国移民委员会、美国公民自由联盟、宪法权利中心、妇女选民联盟、全国有色人种协进会法律辩护与教育基金、公共事务犹太委员会、全国教育协会、全国妇女组织、南方贫困法律中心、美国钢铁工人联合会、基督教联合会、全国社会工作者协会、全国教会理事会、黑人工会联盟、法律与社会政策中心以及民权与人权领导会议等组织的反对。